# 赤车
赤車（学名：Pellionia radicans），又名赤車使者，为蕁麻科赤車屬下的一种多年生草本植物，分布于中国、日本和韩国。

## 延伸阅读
[在维基数据编辑]
 《欽定古今圖書集成·博物彙編·草木典·赤車使者部》，出自陈梦雷《古今圖書集成》
 維基物種上的相關：赤車使者